# 泥谷一毅
泥谷 一毅（ひじや かつき、1981年6月19日 - ）は、大阪府出身の競艇選手。登録番号4119。身長172cm。血液型B型。88期。大阪支部所属。師匠は野添貴裕（登録番号3555）。父に元競艇選手の泥谷重次（登録番号2815）、同期に三井所尊春、谷津幸宏、細川裕子らがいる。

## 来歴
- 初芝高等学校卒業。
- やまと競艇学校時代、卒業記念競走に優出（4着）する成績を残した。
- 2001年5月11日、住之江競艇場でデビュー。同日、初勝利（初出走）。[1]
- 2005年11月23日、江戸川競艇場での「第7回日本財団会長杯」で初優勝。
- 2008年7月12日、平和島競艇場での「G1ダイヤモンドカップ」にG1初出場。14日、3日目7RでG1初勝利[2]。
- 2009年3月22日、蒲郡競艇場での「スポーツ報知杯争奪 第7回蒲郡なのはな特別」で優勝。
- 2009年12月23日、津競艇場での「イーバンク銀行杯」で優勝。
- 2010年5月23日、宮島競艇場での「モバイルモンタ2周年記念」で優勝（通算4回目）